# Stefan Bajcetic
Stefan Bajcetic Maquieira (Vigo, 22 de outubro de 2004) é um futebolista espanhol que atua como volante. Atualmente, joga pelo Liverpool. 

## Infância
Stefan Bajcetic Maquieira nasceu a 22 de Outubro de 2004 em Vigo, na Galiza. Ele é filho do ex-jogador de futebol sérvio Srđan Bajčetić e de mãe galega.

## Carreira
Bajcetic é um produto da academia do Celta de Vigo, tendo assinado contrato com o Liverpool, clube da Premier League, em dezembro de 2020.
Em agosto de 2022, a sua evolução no clube inglês foi recompensada com um novo contrato. Acabou por fazer a sua estreia profissional a 27 de agosto, entrando como suplente em Anfield na vitória por 9-0 contra o AFC Bournemouth. A 13 de setembro de 2022, Bajcetic fez a sua estreia na Liga dos Campeões contra o Ajax, substituindo Thiago aos 94 minutos de jogo e tornando-se assim (aos 17 anos, 10 meses e 22 dias) o mais jovem jogador do Liverpool na Liga dos Campeões, batendo o recorde que pertencia anteriormente a Billy Koumetio.
A 9 de novembro de 2022, Bajcetic foi pela 1ª vez titular pelo Liverpool, na vitória em casa sobre o Derby County, na 3ª ronda da Taça da Liga Inglesa de 2022–23. A 26 de dezembro, entrando como substituto aos 79 minutos de jogo, Bajcetic marcou o seu 1º golo sénior pelo Liverpool, numa vitória por 3-1 fora de casa contra o Aston Villa. Com 18 anos, 2 meses e 4 dias, tornou-se o 3º jogador mais jovem a marcar pelo Liverpool na Premier League, atrás de Michael Owen e Raheem Sterling e o 2º jogador espanhol mais jovem a marcar na Premier League, atrás de Cesc Fàbregas.
Em janeiro de 2023, Bajcetic foi recompensado com um novo contrato de longa duração pelo Liverpool, graças ao seu progresso nos meses anteriores. Em campo, foi titular em 3 jogos consecutivos na Premier League, contra Chelsea, Wolves, e o rival Everton. A 16 de fevereiro, Stefan foi eleito Jogador do Mês de janeiro pelos adeptos. A 21 de fevereiro, com 18 anos e 122 dias, tornou-se o mais jovem jogador do Liverpool a ser titular na fase eliminatória da Liga do Campeões, numa derrota em casa por 2–5 frente ao Real Madrid.
A 16 de março de 2023, Bajcetic anunciou que falharia a restante temporada 2022–23 devido a uma lesão no adutor.

## Carreira Internacional
Bajcetic é elegível para representar tanto Espanha como a Sérvia a nível internacional. É internacional pelas camadas jovens espanholas, tendo representado Espanha Sub-18 em 2021 e Espanha Sub-19 em 2022.

## Estatísticas de Carreira
- Atualizado até 11 de março de 2023

| Clube            | Temporada      | Campeonato     | Campeonato | Campeonato | FA Cup | FA Cup | EFL Cup | EFL Cup | Competições Europeias | Competições Europeias | Outros | Outros | Total | Total |
| Clube            | Temporada      | Divisão        | Jogos      | Golos      | Jogos  | Golos  | Jogos   | Golos   | Jogos                 | Golos                 | Jogos  | Golos  | Jogos | Golos |
| ---------------- | -------------- | -------------- | ---------- | ---------- | ------ | ------ | ------- | ------- | --------------------- | --------------------- | ------ | ------ | ----- | ----- |
| Liverpool Sub-21 | 2021–22        | —              | —          | —          | —      | —      | —       | —       | —                     | —                     | 1      | 0      | 1     | 0     |
| Liverpool Sub-21 | 2022–23        | —              | —          | —          | —      | —      | —       | —       | —                     | —                     | 2      | 0      | 2     | 0     |
| Liverpool Sub-21 | Total          | Total          | —          | —          | —      | —      | —       | —       | —                     | —                     | 3      | 0      | 3     | 0     |
| Liverpool        | 2022–23        | Premier League | 11         | 1          | 2      | 0      | 2       | 0       | 4                     | 0                     | 0      | 0      | 19    | 1     |
| Carreira total   | Carreira total | Carreira total | 11         | 1          | 2      | 0      | 2       | 0       | 4                     | 0                     | 3      | 0      | 22    | 1     |